# إيلا سكوت لينش
إيلا سكوت لينش (بالإنجليزية: Ella Scott Lynch)‏ هي ممثلة أسترالية، ولدت في 27 سبتمبر 1982 بسيدني في أستراليا.

## أعمال

### أفلام
- (1991) صمت الحملان[5][6]
- (1996) تألق[7]
- (2006) شبكة شارلوت[8]

## وصلات خارجية
- إيلا سكوت لينش على موقع IMDb (الإنجليزية)
- إيلا سكوت لينش على موقع ألو سيني (الفرنسية)
- إيلا سكوت لينش على موقع أول موفي (الإنجليزية)
- إيلا سكوت لينش على موقع قاعدة بيانات الفيلم (الإنجليزية)
- إيلا سكوت لينش على موقع كينوبويسك (الروسية)